# I′ll See You in My Dreams
I′ll See You in My Dreams – ballada rockowa zespołu Giant, wydana w 1990 roku jako singel promujący album Last of the Runaways.
Piosenka opowiada o nieudanej miłości. Była trzecim singlem Giant promującym album Last of the Runaways. Jako jedyna piosenka zespołu odniosła sukces komercyjny, docierając do 20. miejsca listy Hot 100, co stało się przyczyną uznania Giant za zespół jednego przeboju.
Covery piosenki nagrali Lana Lane i BulletBoys.

## Wykonawcy
- Dann Huff – wokal, gitara
- Alan Pasqua – instrumenty klawiszowe, wokal wspierający
- Mike Brignardello – gitara basowa, wokal wspierający
- David Huff – perkusja, wokal wspierający